# صيغة مبالغة
صيغة المُبالغة عند اهل النحو هي اسم يُشتَقُّ من الأفعال للدلالةِ على معنى اسم الفاعل مع تأكيد المعنى وتقويتِهِ والمبالغة فيه، ومن ثم سُمِّيَتْ صِيَغُ مُبالغة. وهي لا تُشتَقُّ إِلا من الأفعال الثلاثية.
تُكتبُ صيغة المبالغة في اللغة العربية على أوزانٍ كثيرةٍ وتنقسم إلى قسمين:
- أولاً: أوزانٌ قياسية وهي خمسة:
- فَعُول: نحو شَكُور، حَقُود، أَكُول، صَبُور، كَسُول، غَيُور، دَؤُوب.
- فعَّال:

- دفَّاق، فيَّاض، كَذَّاب، بَنَّاء، سَفَّاح، صَبَّار. قال تعالى: {ولا تُطِعْ كُلَّ حَلَّافٍ مَهِيْن * هَمَّازٍ مَشَّاءٍ بِنَمِيْم * مَنَّاْعٍ لِلخَيْرِ مُعتَدٍ أَثِيْم * عُتُلٍّ بَعدَ ذَلِكَ زَنِيْم} (القَلَم: 10-13)

- فائِدة:- قِيلَ إن صيغة فَعَّال في المُبالغة منقولةٌ عن فَعَّال في الصناعة؛ فالعرب تنسب إلى الحِرَف والصنعة بِصيغة فعَّال غالباً كالنَّجَّار والحَدَّاد والطَحَّان واللحَّام. فعندما تقول هو كذَّاب وكأنه يعني أنه اتَّخذ الكَذِب حِرفَةً له. وكذا صَبَّار.
- مِفْعال: نحو مِخواف، مِحجام، مِحذار، مِقدام، مِهزار، مِعطاء.
- فَعُول: نحو شَكُور، حَقُود، أَكُول، صَبُور.
- فَعيل: نحو قتيل، جريح، عليم، بصير، شديد. وهو لمن صار له كالطبيعةِ. وهذا البناء منقول من (فعيل) والذي هو من أبنية الصفة المشبهة وهو يدل في الصفة المُشبهةِ على الثبوت فيما هو خلقة أو بمنزلتها كطويلٍ وقصيرٍ وخطيبٍ وفقيه. وأما في المبالغة فإنه يدل على معاناة الأمر وتكراره حتى أصبح وكأنه خلقة في صاحبه وطبيعة فيه كـ (عليم) أي هو لكثرة تبحره في العلم أصبح العلمُ سَجيَّةً ثابتةً في صاحبِهِ كأنه طبيعةٌ فيهِ قال تعالى: {فكشفنا عنك غطاءك فبصرك اليوم حديد} (قاف: 23).
- فِعِّيْل: نحو صِدِّيق، سِكِّير، خِمِّير.
- فَعِل: نحو حذِرٌ، يقِظٌ، فطِنٌ.

-ثانيا: أوزان غير قياسية مثل:
- فَعِل: حسَنٌ.
- فَاعُول: نحو فاروق، وفي التنزيل العزيز: -{فَإِذَاْ نُقِرَ فِيْ النَّاقُوْر}- (المُدَّثِر: 8).
- فعلان: كسلان، يقظان رحمان.
- فوْعَل: نحو كَوثَر. فالكَوثَر : الرجل كثير العطاء، فـ يقال" رجل كوثر إذا كان كثير العطاء ".[2]
- فَعلُوت: نحو طاغوت، رهبوت، رحموت.
- مِفْعِيل: نحو مِعْطِير. ويكون لِمَن دامَ مِنهُ الفعل. فالمسكين هو الدائم السكون إلى الناس لأنَّهُ لا شئ له، والمِسكير الدائمُ السُكر.
- المُبالغة بزيادةِ التاء: تُزادُ التاء للمبالغةِ كنَسَّابة وعَلَّامَة وهُمَزَة ولُمَزَة. قال تعالى: {ويلٌ لكلِّ هُمَزَةٍ لُمَزَة} (الهُمَزَة: 1) وضُحَكة وصُرَعة وهذا الوزن (فُعلَة) يدُلُّ على كثرة صُدور الفعل المُصاغ منه فضُحَكة لكثير الضحك وفي الحديث الشريف (ليس الشديد بالصُّرَعة.)
- من تقديم المكتشفة